# Liberland
Liberland, tên chính thức Cộng hòa Tự do Liberland (tiếng Séc: Svobodná republika Liberland) là một vi quốc gia tự xưng, nằm ở khu vực chưa được tranh chấp chủ quyền ở bờ Tây của sông Danube giữa Croatia và Serbia. Liberland đã được công bố vào ngày 13 tháng 4 năm 2015 bởi nhà hoạt động xã hội và chính khách người Séc Vít Jedlička.
Với sự tan rã của Nam Tư (1991), 7 quốc gia mới đã hình thành, nảy sinh ra việc tranh chấp đường biên giới giữa các quốc gia đã tạo ra những vùng đất vô chủ. Chớp lấy thời cơ, ông Vít Jedlicka đã tuyên bố chủ quyền trên một mảnh đất hình tam giác rộng 7 km² bên tả ngạn con sông Danube, lập nên vi quốc gia Liberland. Ở đây, mọi người sẽ không bao giờ bị phân biệt tôn giáo, dân tộc, màu da, được học hành miễn phí và được đặc quyền tự do đóng thuế. Hiện Liberland đã có khoảng trên 30 công dân.
Trang web chính thức của Liberland nói rằng các quốc gia có thể được tạo ra do sự tranh chấp biên giới Croatia - Serbia đang diễn ra. 